# Ilario Carposio
Ilario Carposio, né à Trente en 1852 et mort à Fiume en 1921, est un photographe italien de la seconde moitié du XIXe et du début du XXe siècle.
Carposio, de langue italienne, a animé un important studio photographique à Fiume, dans l'ancien Empire austro-hongrois.

## Biographie
Ilario Carposio ouvre son studio photographique en 1878. Il reçoit des prix importants à un moment où l'art photographique  est encore à ses balbutiements. On peut citer le prix à l'exposition agricole industriel austro-hongroise qui s'est déroulée à Trieste en 1882.
Ilario Carposio a sept enfants, dont Enrico (1887-1980) qui est un professeur estimé de mathématique et de physique d'abord à Fiume puis, après la guerre, à Bologne.
À sa mort, son fils Renato Carposio (1886-1930) hérite du studio puis la veuve de celui-ci, le studio ferme en 1947.
En avril et mai 2004, deux expositions ont lieu, respectivement à Fiume (Rijeka) et à Zagreb.

## Collections, expositions
- 2004, Zagreb et Rijeka